# Château de Shavvaz
Le château de Rayen est un château de la ville de Shavvaz (Yazd), en Iran, construit par les Sassanides,,.